# Ondava
L'Ondava è un fiume della Slovacchia lungo 146,5 km ed è il ramo sorgentifero settentrionale del fiume Bodrog, affluente a sua volta del Tibisco. Nasce dai Carpazi Orientali presso il villaggio di Nižná Polianka vicino al confine con la Polonia. Il fiume scorre verso sud attraverso le città di Svidník, Stropkov e Trhovište. Presso il villaggio di Cejkov l'Ondava si unisce al Latorica a formare il Bodrog.